# Tegenaria hauseri
Tegenaria hauseri är en spindelart som beskrevs av Brignoli 1979. Tegenaria hauseri ingår i släktet husspindlar, och familjen trattspindlar.
Artens utbredningsområde är Grekland. Inga underarter finns listade i Catalogue of Life.